# Devana Chasma
Devana Chasma is een kloof op de planeet Venus. Devana Chasma werd in 1982 genoemd naar Devana, de godin van de wilde natuur, bossen, jacht en de maan, aanbeden door de Westelijke Slaven.
De kloof is 4000 kilometer lang, 150 tot 250 kilometer breed en tot 5 kilometer diep en bevindt zich in het gelijknamige quadrangle Devana Chasma (V-29) en het quadrangle Beta Regio (V-17).
De kloof loopt van Rhea Mons in het noorden tot Hinemoa Planitia in het zuiden en bevindt zich in de Beta Regio, waar door vulkanische activiteit een grondhoogte van 3000 kilometer is ontstaan. Deze riftvallei is ontstaan door mantelpluimen die ook de vorming van de schildvulkaan Theia Mons veroorzaakte. De breukzone is nog steeds actief, maar door de relatief koude mantelpluim gaat rifting veel langzamer dan in voorgaande eeuwen.
De regio werd gevormd in verschillende fasen:
- Verhoging door de mantelpluim bij Beta Regio en Phoebe Regio: de mantelpluim duwt de korst omhoog en creëert de vulkanische bergen
- Vorming van de Theia Mons-schildvulkaan en Devana Chasma: lava ontsnapt door de korst die de Theia Mons-vulkaan vormt en het begin van de rift
- Overlap van twee mantelpluimen die de afschuivingszone vormen: deze wordt gevormd wanneer de twee pluimen verschillende thermische energie hebben